# Dorika zavattarii
Dorika zavattarii là một loài bướm đêm trong họ Noctuidae.